# Gertschius crassicorpus
Espèce
Gertschius crassicorpus est une espèce de scorpions de la famille des Vaejovidae.

## Distribution
Cette espèce est endémique du Sonora au Mexique. Elle se rencontre vers Navojoa.

## Description
La femelle holotype mesure 24,93 mm et le mâle paratype 16,70 mm.

## Publication originale
- Graham & Soleglad, 2007 : « A New Scorpion Genus Representing a Primitive Taxon of Tribe Stahnkeini, with a Description of a New Species from Sonora, Mexico (Scorpiones: Vaejovidae). » Euscorpius, no 57, p. 1–13 (texte intégral).